# 聖約翰國民中學
聖約翰國民中学是马来西亚的一所男子中学（中六学级开放给女性入学），也是吉隆坡最古老的学校之一，学生被称为“Johannians”。

## 概況
聖約翰國中得名于喇沙會的创始人聖若翰·喇沙。该校最初是付费的教会学校，目前学校土地属于天主教会，但是大部分资金来自马来西亚政府，学校的授课也采用马来西亚教育部的国中课钢（KBSM和KSSM），被马来西亚教育部評鑑為“卓越學校”（Cluster School）。校舍建築以带希腊和西班牙风味的红白两色的砖砌建筑著称，2010年獲评为國家文物遺產。2016年4月，由霹靂州蘇丹納茲林沙宣布從吉隆坡聖約翰國中（SMK St. John）恢復為吉隆坡聖約翰學院（St. John's Institution）的原名。

## 地理位置
该校位于吉隆坡市中心的咖啡山，毗邻咖啡山森林保留地，周围郁郁葱葱。对面是圣约翰小学，而下方是咖啡山姑娘堂學校（女校）和天主教吉隆坡总教区。法蒂玛幼儿园（设在吉隆坡最古老的天主教教堂，现在成为一个社区服务中心）和罗马天主教圣若望主教座堂位于通往该校的道路上。

## 著名校友[5]
- 洁蒂·阿兹，马来西亚国家银行第七任总裁
- 希山慕丁·胡先，马来西亚现任高级外交部长
- 仇志強，前马来西亚国脚
- 纳西尔拉萨（英语：Nazir Razak），联昌集团主席
- 蘇丹沙拉弗丁，雪兰莪苏丹
- 苏丹纳兹林沙，霹雳苏丹